# اورسته مانی
اورسته مانی (ایتالیایی: Oreste Magni; ۳ مارس ۱۹۳۶ – ۱۶ مارس ۱۹۷۵) دوچرخه‌سوار اهل ایتالیا بود.